# Felixstowe
Felixstowe er en by i Suffolk Coastal distriktet, Suffolk, England, med et indbyggertal (pr. 2015) på 23.634. Byen ligger 110.9 km fra London.